# Hilton Young
Hilton Young, właśc.: Edward Hilton Young, 1. baron Kennet GBE (ur. 20 marca 1879 w Londynie, zm. 11 lipca 1960) – brytyjski polityk i pisarz, członek Partii Liberalnej, a następnie Partii Konserwatywnej, minister w trzecim rządzie Ramsaya MacDonalda.

## Życiorys
Był synem sir George’a Younga, 3. baroneta, i Alice Kennedy, córki Evory’ego Kennedy’ego. Wykształcenie odebrał w Eton College oraz w Trinity College na Uniwersytecie Cambridge. W 1904 r. rozpoczął praktykę adwokacką w Inner Temple. Podczas I wojny światowej służył w Ochotniczej Rezerwie Royal Navy.
Do Izby Gmin został po raz pierwszy wybrany w 1915 jako liberalny deputowany z okręgu Norwich. W latach 1919–1921 był parlamentarnym prywatnym sekretarzem przewodniczącego Rady Edukacji. W 1921 został finansowym sekretarzem skarbu oraz głównym whipem popierających Lloyda George’a liberałów w 1922. W tym samym roku został członkiem Tajnej Rady. Jesienią 1923 otrzymał zaproszenie od rządu Polski na udzielenie konsultacji finansowych podczas trwającego kryzysu. W 1923 przegrał wybory parlamentarne, ale do Izby Gmin powrócił już w 1924. W latach 1926–1929 był redaktorem Financial News.
W 1926 wstąpił do Partii Konserwatywnej. W 1926 i 1927 był delegatem do Zgromadzenia Ligi Narodów. W 1929 zmienił okręg wyborczy na Sevenoaks. W latach 1931–1935 był ministrem zdrowia. W 1935 otrzymał tytuł 1. barona Kennet i zasiadł w Izbie Lordów.

## Życie prywatne
Jego żoną była rzeźbiarka Kathleen Scott (ślub w 1922), wdowa po sir Robercie Scotcie. Ich syn, Wayland Young, był pisarzem i politykiem Partii Pracy.

## Publikacje
- Foreign Companies and other Corporations, 1914
- The System of National Finance, 1915
- A Muse at Sea, 1919
- By Sea and Land, 1920
- A Bird in the Bush, 1936